# هاري كالفر
هاري كالفر (بالإنجليزية: Harry Culver)‏ هو رائد أعمال أمريكي، ولد في 22 يناير 1880 في ميلفورد في الولايات المتحدة، وتوفي في 17 أغسطس 1946 في هوليوود في الولايات المتحدة بسبب مرض.